# ثيمبايا
بلدية ثيمبايا (بالإسبانية: Cimballa) هي بلدية تقع في مقاطعة سرقسطة التابعة لمنطقة أراغون شمال شرق إسبانيا.

## الديموغرافيا
بلغ عدد سكان بلدية ثيمبايا 127 نسمة عام 2011 (وفقاً للمعهد الوطني الإسباني للإحصاء).
| 141 | 146 | 150 | 141 | 131 | 123 | 127 |